# .va
.va e интернет домейн от първо ниво за Ватикана. Администрира се от интернет офис на Светия престол. Представен е през 1995 година.